# Серж Гнабри
Серж Давид Гнабри (фр. Serge David Gnabry; Штутгарт, 14. јул 1995) немачки је професионални фудбалер који игра на позицији крила. Тренутно наступа за Бајерн Минхен и селекцију Немачке.
Каријеру је отпочео у Енглеској са Арсеналом. Сениорски деби је имао септембра 2012. године. У Арсеналу није много играо те је послат на позајмицу у Вест Бромич албион пре но што се вратио у Немачку како би се прикључио Вердеру 2016. Годину дана касније, Гнабри потписује за Бајерн. Поновно је послат на позајмицу, овог пута у Хофенхајм. У сезони 2018/19, са Баварцима је освојио титулу у Бундеслигу. Следеће сезоне, Гнабри је постигао 23 гола за Бајерн који је исте сезоне осигурао континенталну триплету, освојивши Бундеслигу, Куп Немачке и Лигу шампиона.
Сениорски деби за репрезентацију Немачке имао је у новембру 2016. у мечу против Сан Марина у квалификацијама за Светско првенство 2018. На тој утакмици, Гнабри је постигао хет-трик.

## Статистике

### Клуб
Ажурирано након меча одиграног 14. август 2020.
| Клуб                           | Сезона    | Лига                      | Лига    | Лига   | Куп     | Куп    | Европа  | Европа | Остало  | Остало | Укупно  | Укупно |
| Клуб                           | Сезона    | Дивизија                  | Наступи | Голови | Наступи | Голови | Наступи | Голови | Наступи | Голови | Наступи | Голови |
| ------------------------------ | --------- | ------------------------- | ------- | ------ | ------- | ------ | ------- | ------ | ------- | ------ | ------- | ------ |
| Арсенал                        | 2012/13.  | Премијер лига             | 1       | 0      | 0       | 0      | 1       | 0      | 2       | 0      | 4       | 0      |
| Арсенал                        | 2013/14.  | Премијер лига             | 9       | 1      | 2       | 0      | 2       | 0      | 1       | 0      | 14      | 1      |
| Арсенал                        | 2014/15.  | Премијер лига             | 0       | 0      | 0       | 0      | 0       | 0      | 0       | 0      | 0       | 0      |
| Арсенал                        | Укупно    | Укупно                    | 10      | 1      | 2       | 0      | 3       | 0      | 3       | 0      | 18      | 1      |
| Вест Бромич албион (позајмица) | 2015/16.  | Премијер лига             | 1       | 0      | 0       | 0      | —       | —      | 2       | 0      | 3       | 0      |
| Вердер Бремен                  | 2016/17.  | Бундеслига                | 27      | 11     | 0       | 0      | —       | —      | —       | —      | 27      | 11     |
| Хофенхајм (позајмица)          | 2017/18.  | Бундеслига                | 22      | 10     | 1       | 0      | 3       | 0      | —       | —      | 26      | 10     |
| Хофенхајм II (позајмица)       | 2017/18.  | Регионална лига Југозапад | 1       | 0      | —       | —      | —       | —      | —       | —      | 1       | 0      |
| Бајерн Минхен                  | 2018/19.  | Бундеслига                | 30      | 10     | 5       | 3      | 7       | 0      | 0       | 0      | 42      | 13     |
| Бајерн Минхен                  | 2019/20.  | Бундеслига                | 31      | 12     | 5       | 2      | 8       | 7      | 0       | 0      | 44      | 21     |
| Бајерн Минхен                  | Укупно    | Укупно                    | 61      | 22     | 10      | 5      | 15      | 7      | 0       | 0      | 86      | 34     |
| Свеукупно                      | Свеукупно | Свеукупно                 | 122     | 44     | 13      | 5      | 21      | 7      | 5       | 0      | 162     | 56     |

1. ↑  Укључује ФА куп и Куп Немачке.
2. 1 2  Наступи у Лиги шампиона.
3. 1 2 3  Наступи у Лига купу.
4. ↑  Два наступа у Лиги шампиона и један наступ у Лиги Европе.

### Репрезентација
Ажурирано након меча одиграног 19. новембра 2019. 
| Репрезентација | Година | Наступи | Голови |
| -------------- | ------ | ------- | ------ |
| Немачка        | 2016.  | 2       | 3      |
| Немачка        | 2018.  | 3       | 1      |
| Немачка        | 2019.  | 8       | 9      |
| Укупно         | Укупно | 13      | 13     |

#### Голови за репрезентацију
Голови Немачке су наведени на првом месту. Колона „гол” означава резултат на утакмици након Гнабријевог гола.
| #   | Датум              | Стадион                                  | Противник     | Гол   | Резултат | Такмичење                                 |
| --- | ------------------ | ---------------------------------------- | ------------- | ----- | -------- | ----------------------------------------- |
| 1.  | 11. новембар 2016. | Стадион Сан Марино, Серавале, Сан Марино | Сан Марино    | 2 : 0 | 8 : 0    | Квалификације за Светско првенство 2018.  |
| 2.  | 11. новембар 2016. | Стадион Сан Марино, Серавале, Сан Марино | Сан Марино    | 4 : 0 | 8 : 0    | Квалификације за Светско првенство 2018.  |
| 3.  | 11. новембар 2016. | Стадион Сан Марино, Серавале, Сан Марино | Сан Марино    | 6 : 0 | 8 : 0    | Квалификације за Светско првенство 2018.  |
| 4.  | 15. новембар 2018. | Ред бул арена, Лајпциг, Немачка          | Русија        | 3 : 0 | 3 : 0    | Пријатељска утакмица                      |
| 5.  | 24. март 2019.     | Јохан Кројф арена, Амстердам, Холандија  | Холандија     | 2 : 0 | 3 : 2    | Квалификације за Европско првенство 2021. |
| 6.  | 11. јун 2019.      | Опел арена, Мајнц, Немачка               | Естонија      | 2 : 0 | 8 : 0    | Квалификације за Европско првенство 2021. |
| 7.  | 11. јун 2019.      | Опел арена, Мајнц, Немачка               | Естонија      | 6 : 0 | 8 : 0    | Квалификације за Европско првенство 2021. |
| 8.  | 6. септембар 2019. | Фолкспаркстадион, Хамбург, Немачка       | Холандија     | 1 : 0 | 2 : 4    | Квалификације за Европско првенство 2021. |
| 9.  | 9 September 2019   | Виндзор парк, Белфаст, Северна Ирска     | Северна Ирска | 2 : 0 | 2–0      | Квалификације за Европско првенство 2021. |
| 10. | 9 October 2019     | Сигнал идуна парк, Дортмунд, Немачка     | Аргентина     | 1 : 0 | 2–2      | Friendly                                  |
| 11. | 19. новембар 2019. | Фолкспаркстадион, Франкфурт, Немачка     | Северна Ирска | 1 : 1 | 6 : 1    | Квалификације за Европско првенство 2021. |
| 12. | 19. новембар 2019. | Фолкспаркстадион, Франкфурт, Немачка     | Северна Ирска | 3 : 1 | 6 : 1    | Квалификације за Европско првенство 2021. |
| 13. | 19. новембар 2019. | Фолкспаркстадион, Франкфурт, Немачка     | Северна Ирска | 4 : 1 | 6 : 1    | Квалификације за Европско првенство 2021. |

## Успеси

### Клуб
Бајерн Минхен
- Бундеслига  (6): 2018/19, 2019/20, 2020/21, 2021/22, 2022/23, 2024/25.
- Куп Немачке (2): 2018/19, 2019/20.
- Суперкуп Немачке (3) : 2020, 2021, 2022.
- Лига шампиона (1): 2019/20.
- УЕФА суперкуп (1) : 2020.
- Светско клупско првенство (1) : 2020.

### Репрезентација
Немачки олимпијски тим
- Сребрна медаља на Олимпијским играма: 2016.[5]

Немачка до 21
- Европско првенство до 21 године: 2017.

### Индивидуални
- Најбољи стрелац на Олимпијским играма: 2016.[6]
- Најбољи играч сезоне у Бајерн Минхену: 2018/19.[7]
- Најбољи играч месеца у Бундеслиги: октобар 2019.[8]